# Johannes Falke
Johannes Friedrich Gottlieb Falke (* 10. April 1823 in Ratzeburg; † 2. März 1876 in Dresden) war ein deutscher Archivar und Historiker.

## Leben
Johannes Falke, Bruder des Kunsthistorikers Jacob von Falke und Sohn eines Posthalters, studierte zuerst in Erlangen Theologie, wandte sich aber, als Hauslehrer in München tätig, der Kulturgeschichte zu, wurde 1856 erster Sekretär am Germanischen Nationalmuseum in Nürnberg, sodann 1862 Sekretär und 1864 Archivar am Hauptstaatsarchiv Dresden. Seit 1856 gab er gemeinsam mit Johannes Müller die Zeitschrift für deutsche Kulturgeschichte heraus, die aber bloß vier Jahre bestand.
Während seines Studiums wurde er in Erlangen im Winter-Semester 1843/44 Mitglied der Burschenschaft der Bubenreuther.

## Schriften
- Geschichte des deutschen Handels. 2 Bände. Leipzig 1859–1860 (Digitalisat Band 1), (Digitalisat Band 2).
- Die Hansa als deutsche See- und Handelsmacht. Berlin 1862.
- Geschichte der Bergstadt Geyer. Dresden 1866 (Digitalisat).
- Die Geschichte des Kurfürsten August von Sachsen in volkswirtschaftlicher Beziehung. Leipzig 1868(Digitalisat), mit diesem Werk gewann Falke 1868 den Preis der Fürstlich Jablonowskischen Gesellschaft (Societas Jablonoviana).
- Die Geschichte des deutschen Zollwesens: von seiner Entstehung bis zum Abschluß des deutschen Zollvereins. Leipzig 1869.

Johannes Falke veröffentlichte mehrere zusammenhängende Aufsätze über die Geschichte der deutschen Volkswirtschaft in der neuen Folge der Zeitschrift für deutsche Kulturgeschichte sowie eine Abhandlungen aus der sächsischen Geschichte in verschiedenen Zeitschriften.